# Hespéris
Cet article possède un paronyme, voir Hesperis.
Hespéris (en grec ancien : Ἑσπερίς / Hesperís) est l'une des douze Heures du jour ou de la nuit dans la mythologie grecque, plus précisément l'Heure du soir.

## Famille
Très tardivement dans la mythologie grecque, les Heures, traditionnellement au nombre de trois, en viennent à personnifier les moments de la journée. Sous la plume de poètes récents, leur nombre est alors porté à douze. Ces nouvelles Heures deviennent filles du Temps (Chronos) chez Nonnos de Panopolis (Ve siècle) ou d'Hélios (le Soleil) et de Séléné (la Lune) pour Quintus de Smyrne (IIIe ou IVe siècle apr. J.-C.). Hespéris est la dixième des Heures et personnalise l'heure du soir.
D'après Diodore, son père est Hespéros, un titan de deuxième génération, fils de Japet, et elle engendra les Hespérides avec Atlas,.

## Sources
- Nonnos de Panopolis, Dionysiaques [détail des éditions] [lire en ligne]
- Quintus de Smyrne, Suite d'Homère [détail des éditions] [lire en ligne]
- Diodore de Sicile, Bibliothèque historique [détail des éditions] [lire en ligne]